# 扎格列布利亞 (比洛吉里亞區)
50°10′48″N 26°17′36″E / 50.18000°N 26.29333°E
扎格列布利亞（烏克蘭語：Загребля），是烏克蘭西部的村莊，隸屬赫梅利尼茨基州的舍佩蒂夫卡區。該村面積0.05平方公里，海拔高度223米，2001年人口125，人口密度每平方公里2,403.9人。